# Schmalkalden
Schmalkalden är en stad och kurort i sydvästra delen av det tyska förbundslandet Thüringen. Staden är känd genom det Schmalkaldiska förbundet som slöts där mellan protestantiska furstar och riksstäder, och som var riktat mot Karl V.

## Kända personer
- J.C.F. Haeffner, svensk hovkapellmästare och grundare av nordiska studentsången
- Frank Luck, skidskytt
- Sven Fischer, skidskytt
- Kati Wilhelm, skidskytt
- Alexander Wolf, skidskytt